# Henri Poincaré (Q140)
Pour les articles homonymes, voir Poincaré.
Le Henri Poincaré est un sous-marin français de la classe 1 500 tonnes. Lancé en 1929, il appartient à la série M6.

## Histoire

### Développement
Le Henri Poincaré fait partie d'une série assez homogène de 31 sous-marins océaniques de grande patrouille, aussi dénommés 1 500 tonnes en raison de leur déplacement. Tous sont entrés en service entre 1931 (Redoutable) et 1939 (Sidi-Ferruch).
Longs de 92,30 mètres et larges de 8,10, ils ont un tirant d'eau de 4,40 mètres et peuvent plonger jusqu'à 80 mètres. Ils déplacent en surface 1 572 tonnes et en plongée 2 082 tonnes. Propulsés en surface par deux moteurs Diesel d'une puissance totale de 6 000 chevaux, leur vitesse maximum est de 18,6 nœuds. En plongée, la propulsion électrique de 2 250 chevaux leur permet d'atteindre 10 nœuds.
Appelés aussi « sous-marins de grandes croisières », leur rayon d'action en surface est de 10 000 nautiques à 10 nœuds et en plongée de 100 nautiques à 5 nœuds.
Mis en chantier le 1er mars 1927 avec le numéro de coque Q140, le Henri Poincaré est lancé le 10 avril 1929, en même temps que son frère le Poncelet, et mis en service le 23 décembre 1931.

### Seconde Guerre mondiale
Il est affecté, au début de la Seconde Guerre mondiale, à la 4e division de sous-marins, basée à Brest, qu'il forme avec Le Centaure, l'Argo et le Pascal.
Dès le 3 septembre 1939, il patrouille le long des côtes marocaines, dont la défense est confiée à la 4e division. En décembre, il surveille les parages des Açores avec le Pascal à la recherche de U-Boote et de leurs ravitailleurs. Il est en patrouille au sud du détroit de Messine lorsque l'armistice entre en vigueur le 25 juin 1940 ; il est alors provisoirement attaché à la 5e division à Bizerte puis à Casablanca en janvier 1942. Il quitte le Maroc pour un grand carénage à La Ciotat de huit mois, qui s'achève le 16 novembre 1942. À cette date, il est autorisé à se réarmer pour protéger Toulon. Le réarmement n'est pas achevé lorsque les Allemands pénètrent dans Toulon le 27 novembre et le sous-marin est sabordé avec la flotte française. Rapidement renfloué, il est conduit à Gênes par les Italiens qui le sabordent le 9 septembre 1943 après la signature de l'armistice de Cassibile. Il est finalement saisi par les Allemands qui le démantèlent à La Spezia.